# Spectacle de drones

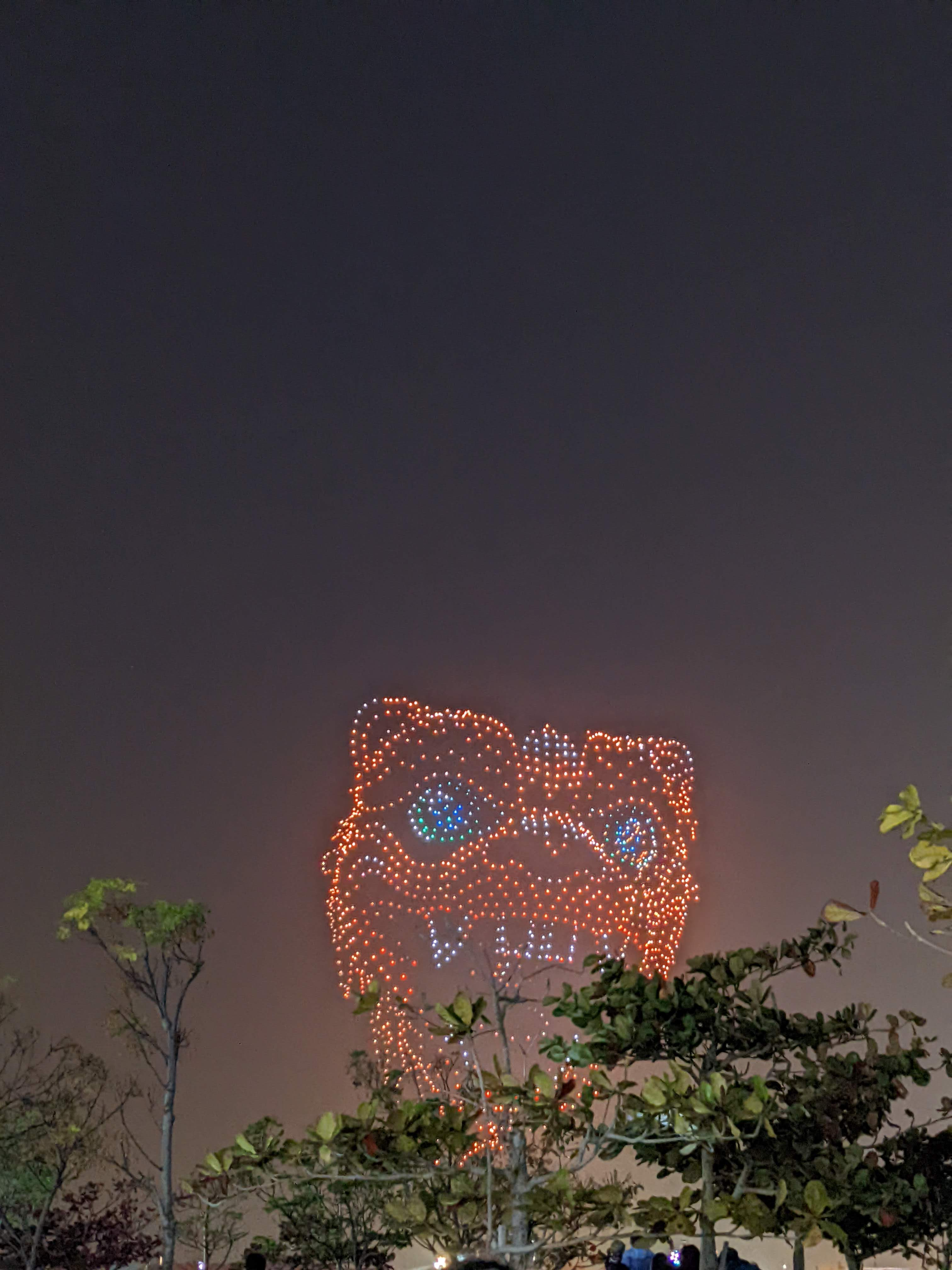
Essaim de drones durant l'édition 2022 du, au-dessus de Kaohsiung.

Un spectacle de drones est un spectacle nocturne lumineux utilisant des drones aériens. Ces drones, équipés de lampes électroluminescentes, volent de manière coordonnée de façon à produire des graphismes abstraits ou figuratifs, à faire se mouvoir et se transformer ces derniers.
Les premiers spectacles de drones apparaissent au cours des années 2010 ; très populaires notamment en Asie de l'Est, ils apportent une autre vision du spectacle et une possible alternative aux traditionnels feux d'artifice. Les spectacles de drones présentent l’avantage significatif de réduire la pollution lumineuse et sonore, ainsi que les déchets chimiques générés par les feux d’artifice.
Cette discipline artistique fait partie des arts numériques.

## Principe
Un spectacle de drones met en scène des drones aériens qui effectuent une chorégraphie. La plupart du temps, cette chorégraphie est nocturne et les drones sont équipés de dispositifs lumineux — le plus souvent, des lampes électroluminescentes —. Toutefois, le spectacle peut également être diurne avec des drones équipés de fumigènesou de tout autre dispositif pyrotechnique ou lumineux.

## Histoire

### Création
Le premier essai de spectacle de drones est réalisé en septembre 2012 à Linz, en Autriche. 49 drones y sont déployés par Ars Electronica pour former un œil. Trois ans plus tard, la même société, associée au fondeur Intel, réalise un vol simultané de cent drones qui forment à l'aérodrome d'Arlenlohe (de) le logo de l'entreprise américaine.
En novembre 2016, Intel, qui fonde entretemps une filiale allemande dédiée, Ascending Technologies, fait voler simultanément cinq cents appareils à Krailling, en Bavière. En parallèle, l'entreprise fait accepter le principe d'un tel spectacle à la Federal Aviation Administration afin de se développer sur le marché américain du divertissement, mais éventuellement aussi sur celui de la publicité, voire de la politique.

### Développement
En 2017, le parc du Puy du Fou crée un spectacle de drones. En février 2018, un autre est particulièrement médiatisé lors de la cérémonie d'ouverture des Jeux olympiques d'hiver de 2018 à Pyeongchang.
Au début des années 2020, c'est en Asie de l'Est, et plus particulièrement en Chine, que se disputent les plus grandes compétitions de spectacles de drones, chaque acteur et chaque sponsor essayant de déployer le plus grand nombre d'appareils simultanément. En septembre 2020, 3 051 aéronefs sont ainsi mobilisés par Damoda Intelligent Control Technology ; le 29 mars 2021, 3 281 drones participent à Shanghai à une campagne publicitaire promouvant la marque automobile coréenne Genesis Motors. En 2022, l'entreprise chinoise Shenzhen HighGreat Innovation Technology Development déploie 5 164 drones lumineux.
En France, le marché double chaque année au début des années 2020 et atteint dix à vingt millions en 2023.

Exemples de spectacles de drones
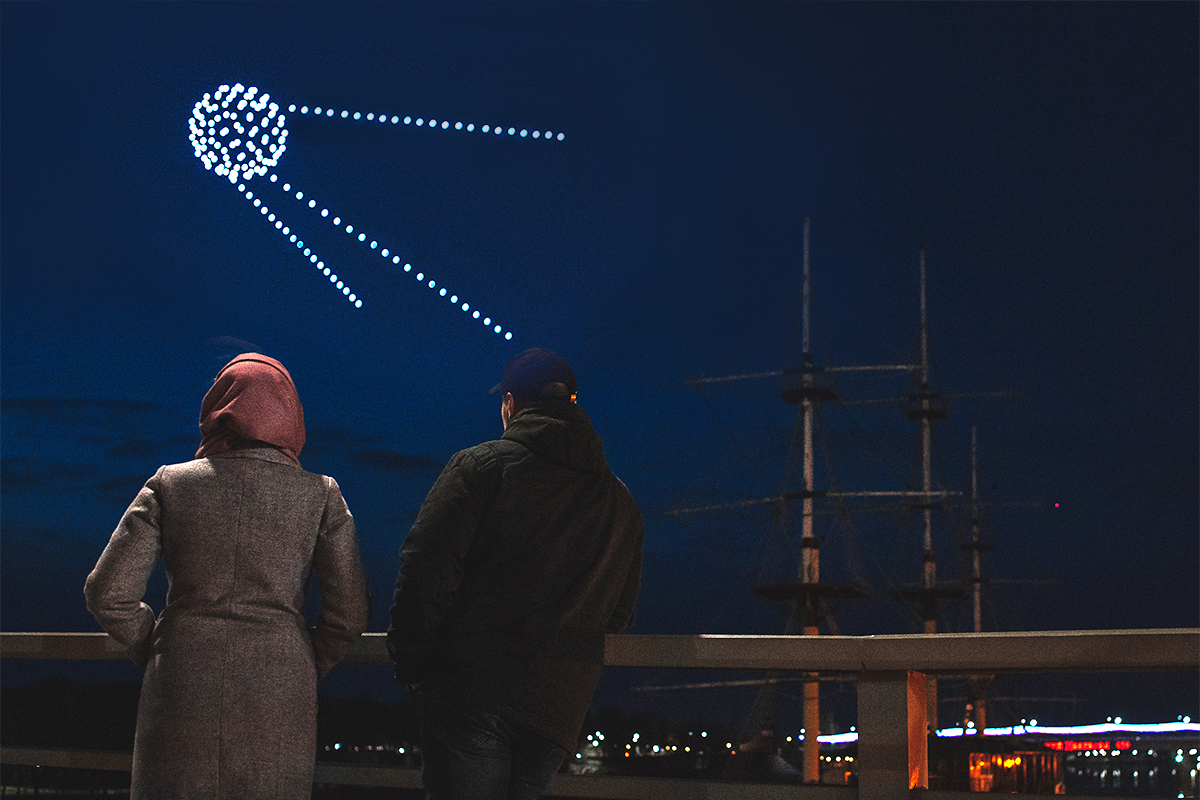
Drones lancés le 14 avril 2021 au-dessus de Novgorod pour célébrer le soixantenaire de la mission Vostok 1.
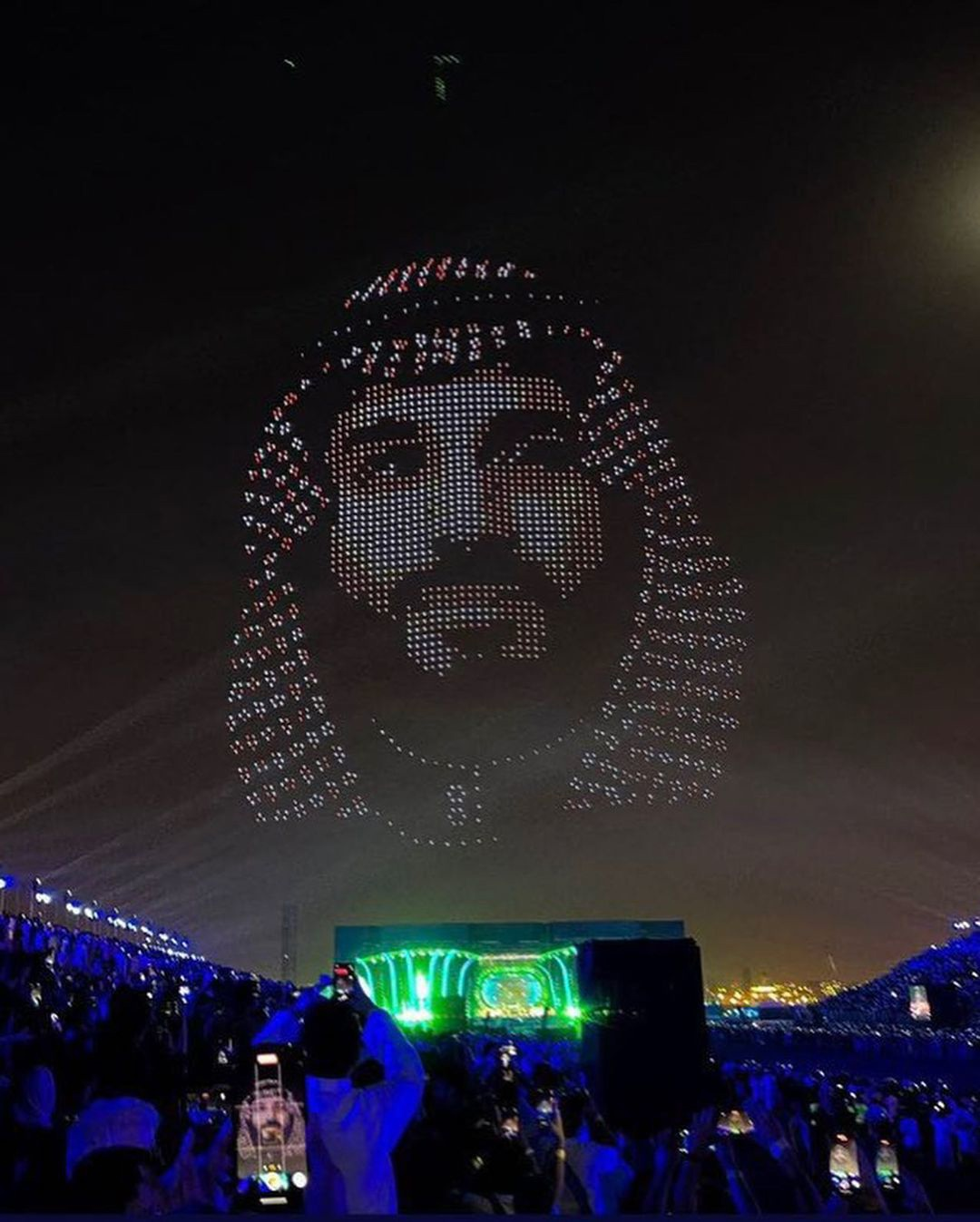
Spectacle de drones réalisé le 31 octobre 2021 à Riyad.
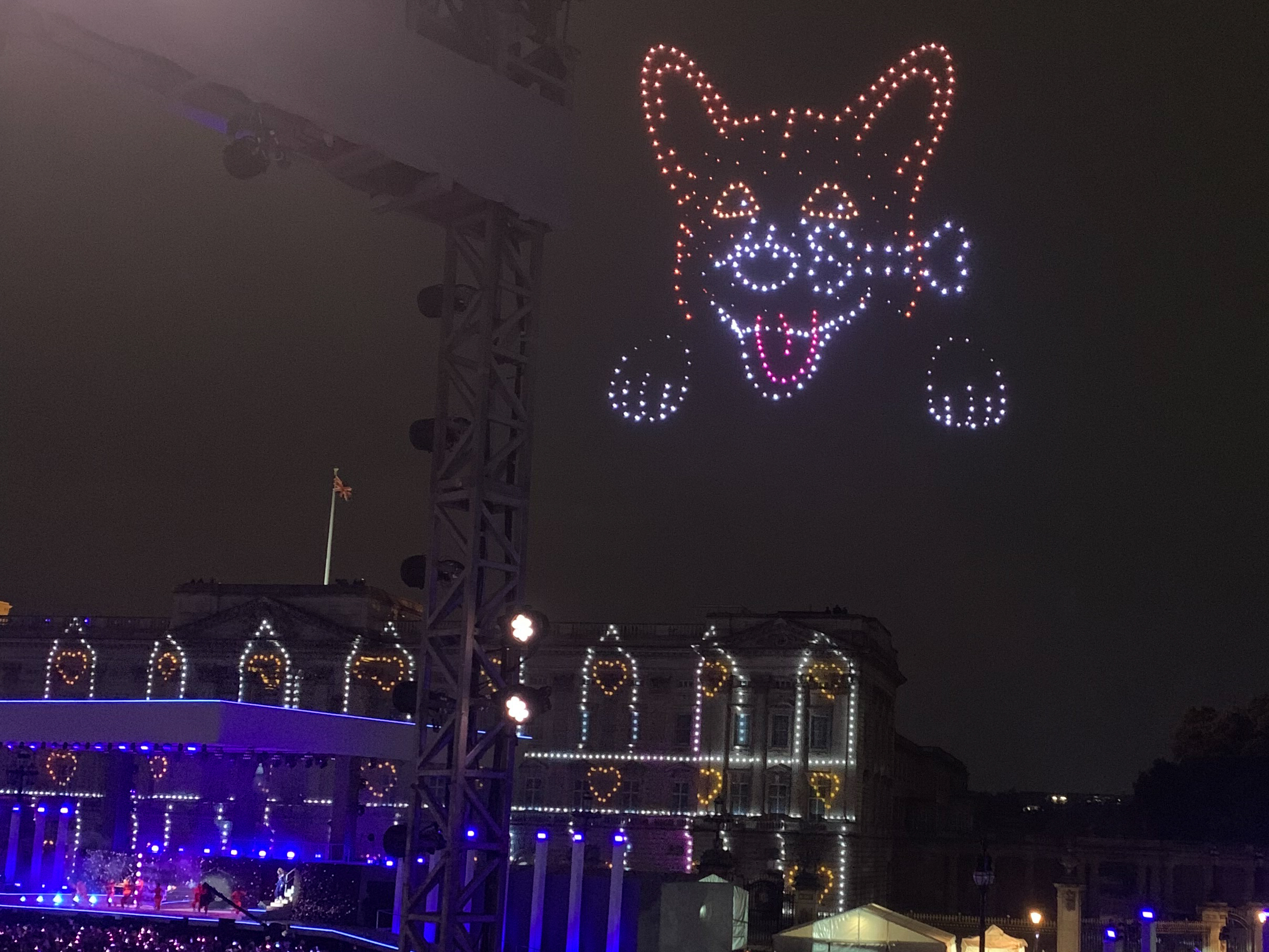
Spectacle de drones à Wellington le 4 juin 2022 pour le jubilé de platine d'Élisabeth II.
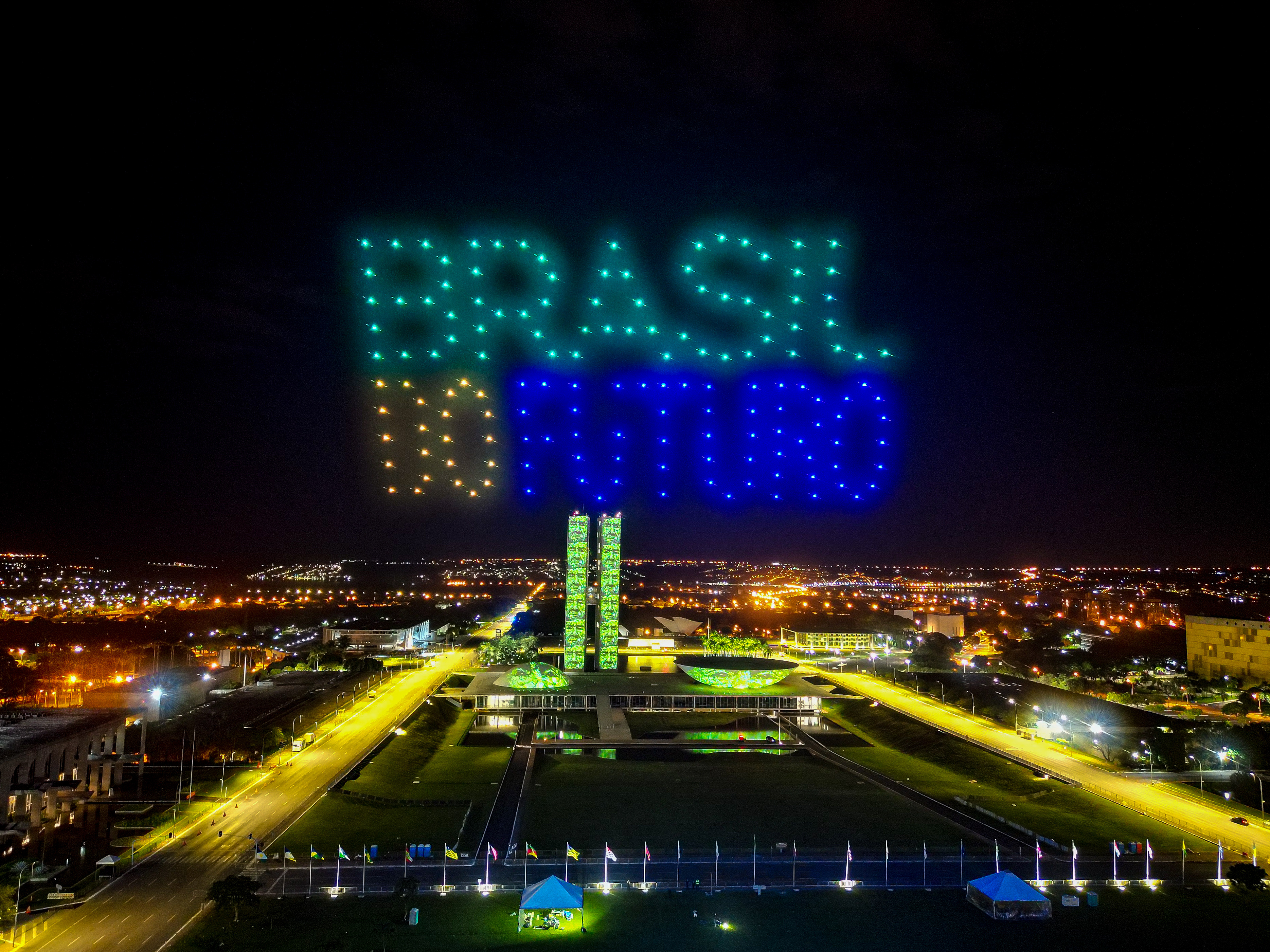
Le premier janvier 2023 au-dessus de Brasilia, lors de l'investiture de Lula.
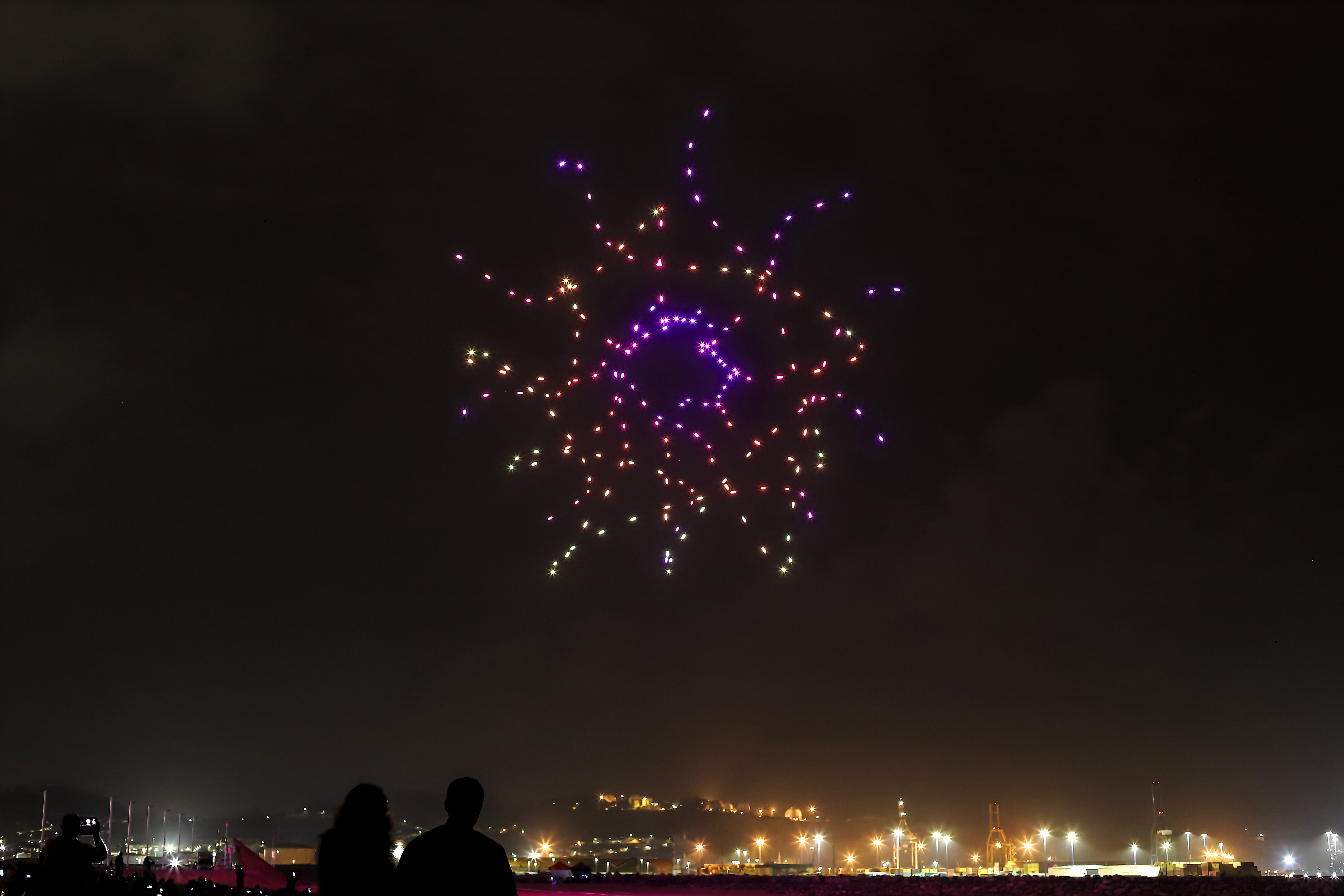
Un spectacle de drones le 15 juillet 2023 à Gijón.

## Concurrence avec les feux d'artifice
Au tournant des années 2020, les spectacles de drones tendent à remplacer peu à peu les feux d'artifice,. La possibilité de création graphique y est beaucoup plus variée que pour les feux d'artifice. D'autre part, les drones sont meilleur marché du fait de leur caractère réemployable et plus respectueux de l’environnement. Même si la production des batteries au lithium-ion équipant les drones est polluante, les entreprises gérant les spectacles de drones estiment que « l’impact environnemental est sans commune mesure par rapport aux feux d’artifice »,.
En outre, il est reproché aux feux d'artifice d'être particulièrement bruyants et de constituer un risque non-négligeable d'incendie ; en France, c'est notamment dans le pourtour méditerranéen très sensible à ce dernier risque que se développe le spectacle de drones. En Chine, c'est moins les incendies que la pollution atmosphérique qui incite plus de quatre cents villes à interdire les spectacles pyrotechniques,.
Toutefois, la coordination de ces spectacles est susceptible d'être perturbée, soit de manière intentionnelle à cause d'un hacking, soit de manière contingente par un signal parasite. Ces perturbations peuvent occasionner la chute d'un ou de plusieurs drones, ce qui, outre le préjudice porté au spectacle, peut éventuellement présenter un risque pour des tiers si un périmètre de sécurité n'est pas mis en place ni respecté. Par ailleurs, le spectacle pyrotechnique est financièrement plus accessible; il peut durer plus longtemps du fait de la capacité limitée des batteries. Enfin, le feu d'artifice conserve une forte adhésion par son aspect émotionnel et sensoriel,,.
Cependant certains acteurs du marché choisissent de mêler les deux technologies des essaims de drones et des feux d'artifice,.